# Asterio de Cesarea
Asterio de Cesarea (en latínː Asterus) (s. III - Cesarea, 262) fue un senador romano que sufrió del martirio por sepultar a un soldado cristiano, en tiempos del emperador Galieno. Es venerado como santo junto a Marino de Cesarea, soldado romano asesinado por las mismas causas, el 3 de marzo.

## Hagiografía
Asterio nació en la provincia romana de Palestina, en el siglo III. Fue un prominente senador, que contaba con el favor del emperador Galieno.
Fue el encargado de darle sepultura al cadáver de Marino de Cesarea, un soldado romano, nacido en Cesarea, que había sido ejecutado por declararse cristiano, y quien fue denunciado por uno de sus colegas. Se dice que Asterio, asistió al martirio del soldado, le escondió en su casa, y le sepultó.
Esto le generó problemas a tal punto que fue asesinado inmediatamente después, en Cesarea, provincia de Palestina, en el 260, según afirman Eusebio y Rufino. Sin embargo, no se sabe cómo murió, pues aunque Eusebio asegura que existen muchos relatos de sus contemporáneos, no se ha logrado recuperar ninguno.

## Onomástico y Culto público
Se le venera junto a Marino, en dos fechas distintas. La primera, el 3 de marzo, por parte de la Iglesia Católica, y el 7 de mayo, por parte de la Iglesia Ortodoxa. Se le representa igualmente junto a Marino, ambos usando túnica.